# Бордуков, Александр Сергеевич
Александр Сергеевич Бордуков (род. 1946) — советский и российский актёр театра и кино, театральный режиссёр, заслуженный артист России (2004), озвучивает аудиокниги.

## Биография
Александр Бордуков родился 27 января 1946 года в Москве. Окончил ГИТИС им. А.Луначарского (РАТИ).
В 1989 году пришёл в труппу Московского драматического театра имени Н. В. Гоголя.
Является режиссёром спектаклей «Золотой горшок», «Любопытный слоненок», «Лиса и Петух» в Музыкально-драматическом театре «А-Я».

## Признание и награды
- Заслуженный артист России

## Творчество

### Роли в театре
- «Ночь перед Рождеством» Н. В. Гоголя. Режиссёр: Сергей Яшин — Рудый Панько[1]
- «Чужой ребёнок» Василия Шкваркина. Режиссёр: Александр Бордуков — Прибылев[2]
- «Веер леди Уиндермир» О.Уайльд. Режиссёр: Сергей Яшин, Александр Бордуков — Лорд Огастус

### Фильмография
- 1972 — Страница жизни — Дима
- 1972 — Сказка о четырёх близнецах — близнецы: Беляк, Черныш, Пестряк, Рыжик (4 роли)
- 1972 — Свободный час
- 1973 — Обратный адрес (спектакль Центрального детского театра) — Сергей Емельянов
- 1973 — Детство. Отрочество. Юность
- 1973 — Разные люди — Фёдор Иваненко
- 1974 — Приключение не удалось (телефильм)
- 1975 — День открытых дверей — Саша
- 1976 — Тимур и его команда — эпизод
- 1977 — Ты иногда вспоминай
- 1984 — Ошибка великого Васи Осокина
- 1985 — Подружка моя
- 1986 — В одну-единственную жизнь — главный инженер завода
- 1991 — Привал странников — Лёшка «Американец»

### Озвучивание компьютерных игр
- 2013 — Ryse: Son of Rome — Комментатор Колизея

### Озвучивание аудиокниг
- Свен Нурдквист. Петсон и Финдус — роль Петсона
- В. Пикуль. «Фаворит»
- Сергей Козлов. «Сказки о Ёжике и Медвежонке»
- Артур Конан Дойль. «Собака Баскервилей»; "Пестрая лента".
- А.Бушков " Русский Шерлок Холмс  или Тайны уголовного сыска". Джером Клапка Джером. «Трое в лодке не считая собаки»
- А. В. Жвалевский, Е. Б. Пастернак. «Правдивая история Деда Мороза». 2011
- Гиляровский В. А. «Москва и москвичи»
- О'Генри. "Короли и капуста".
- А. Рыбаков "Дети Арбата" (1-3 книги)